# Rambla de Tabernas
Rambla de Tabernas är ett periodiskt vattendrag i Spanien.   Det ligger i provinsen Provincia de Almería och regionen Andalusien, i den södra delen av landet, 400 km söder om huvudstaden Madrid.